# تیاگو توماس
تیاگو توماس (انگلیسی: Tiago Tomás؛ زادهٔ ۱۶ ژوئن ۲۰۰۲) بازیکن فوتبال اهل پرتغال است که در پست مهاجم بازی می‌کند.
از باشگاه‌هایی که در آن بازی کرده‌است می‌توان به باشگاه فوتبال اسپورتینگ و باشگاه فوتبال اشتوتگارت اشاره کرد.

## دوران ملی
وی در تیم‌های ملی فوتبال زیر ۱۷ سال پرتغال، زیر ۱۸ سال پرتغال، زیر ۱۹ سال پرتغال، و زیر ۲۱ سال پرتغال بازی کرده‌است.
توماس در سن ۱۸ سالگی توسط روی خورخه، سرمربی تیم ملی فوتبال زیر ۲۱ سال پرتغال برای تیم خود در جام ملت‌های اروپا فوتبال زیر ۲۱ سال ۲۰۲۱ انتخاب شد. او اولین بازی خود را در اولین بازی مرحله گروهی انجام داد و در پیروزی ۱-۰ مقابل تیم ملی فوتبال زیر ۲۱ سال کرواسی در کوپر بازی کرد.